# Consiglio di esperti economici della Germania
Il Consiglio di Esperti Economici della Germania (Sachverständigenrat zur Begutachtung der gesamtwirtschaftlichen Entwicklung) è un gruppo di economisti creatosi nel 1963 che consiglia il parlamento e il governo tedesco su questioni economico-politiche. Ogni anno il Consiglio prepara un report annuale che viene pubblicato entro il 15 novembre. Il Governo Federale deve pubblicare i suoi commenti e conclusioni entro 8 settimane dalla pubblicazione del report annuale. Nei media tedeschi, il Consiglio è spesso nominato come "i cinque saggi dell'economia" ("Fünf Wirtschaftsweisen").